# Station Jaworzno Szczakowa
Station Jaworzno Szczakowa is een spoorwegstation in de Poolse plaats Jaworzno.